# Alan Kijas

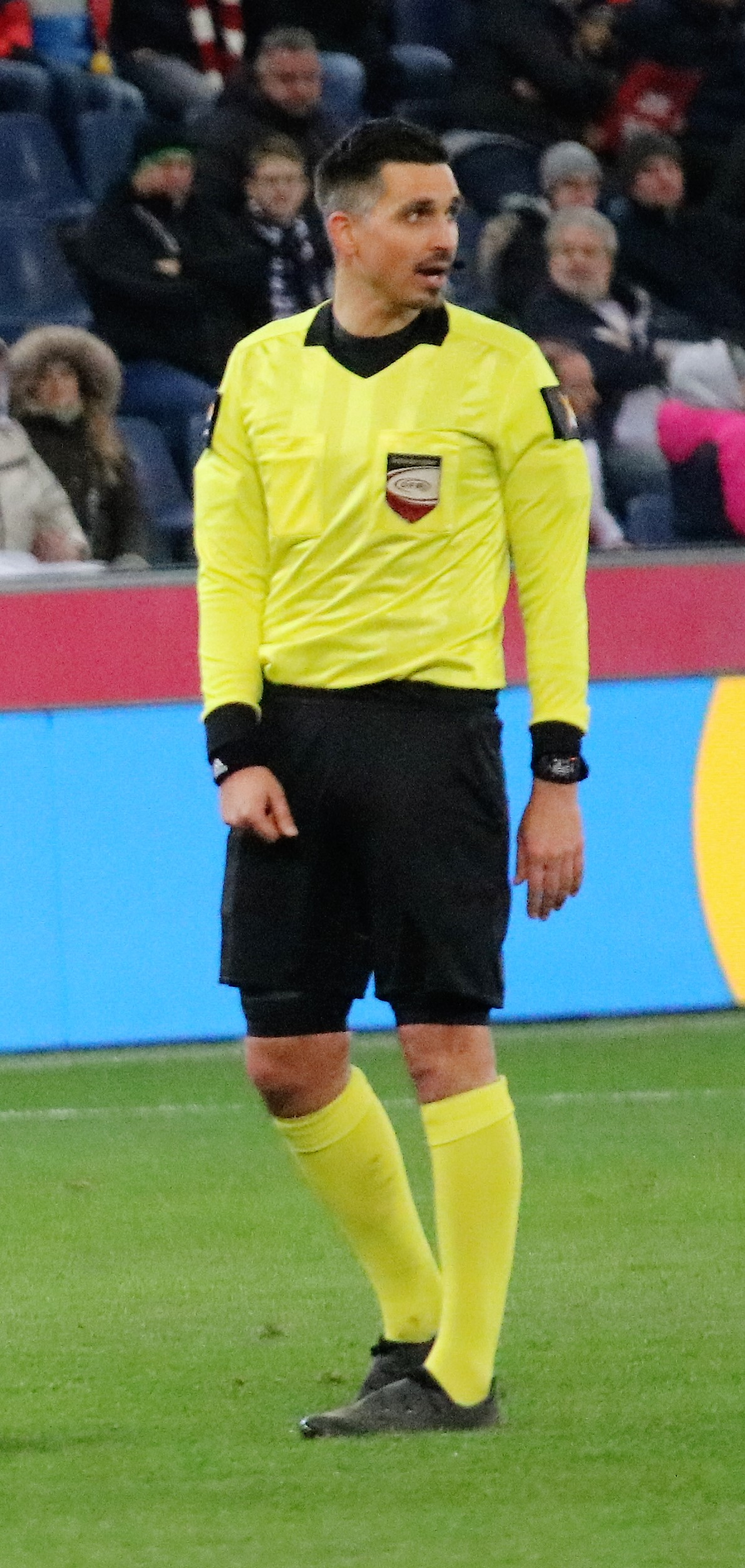
Alan Kijas (2022)

Alan Kijas (* 9. Dezember 1986) ist ein österreichischer Fußballschiedsrichter. Er gehört dem Schiedsrichterkollegium des Niederösterreichischen Fußballverbands an. Seit 2019 leitet er Spiele der österreichischen Bundesliga und steht zudem seit 2024 auf der FIFA-Liste.

## Karriere
Kijas ist seit 2003 Schiedsrichter. Zur Spielzeit 2015/16 gelang ihm der Aufstieg in die Erste Liga, Österreichs zweithöchste Spielklasse. Im März 2019 feierte er sein Debüt in der Bundesliga bei der Begegnungen zwischen dem SCR Altach und dem Linzer ASK. Zur folgenden Spielzeit gelang ihm der dauerhafte Aufstieg in den Unparteiischenkader von Österreichs höchster Fußballliga. Seit Einführung des Videobeweises in Österreichs Topligen ist Kijas auch als Video-Assistent (VAR) tätig.
Zum Jahresbeginn 2024 nominierte ihn der Österreichische Fußballbund für die FIFA-Liste, was ihn zur Leitung internationaler Partien berechtigt. Sein offizielles Debüt auf diesem Parkett gab Kijas im März desselben Jahres in der Qualifikation zur U-17-EM bei der Partie Niederlande gegen Finnland. Sein erstes A-Länderspiel folgte dann im Juni 2024 in der Testbegegnung zwischen Malta und Griechenland, die in Grödig ausgetragen wurde. Darüber hinaus ist Kijas als einer von drei internationalen österreichischen Schiedsrichtern auch als FIFA-Video-Assistent klassifiziert.

## Persönliches
Kijas ist ausgebildeter Sozialpädagoge. Neben seiner Schiedsrichtertätigkeit arbeitet er als pädagogischer Leiter einer sozialen Einrichtung zur ambulanten Betreuung Jugendlicher. Er lebt in Mönichkirchen.